# Jim Barrows
Pour les articles homonymes, voir Barrows.
Jim Barrows,  né le 25 avril 1944 à Los Angeles et mort le 28 juin 2024, est un skieur alpin américain. Il était spécialiste de l'épreuve de descente.

## Palmarès

### Jeux olympiques d'hiver
| Épreuve / Édition | Grenoble 1968 |
| Descente          | Abandon       |

### Coupe du monde
Jim Barrows a obtenu un podium en Coupe du monde, en 1967, lors de la descente de Franconia.
- Meilleur classement au général : 23e en 1967